# Japon aux Jeux olympiques d'été de 1956
Le Japon participe aux Jeux olympiques d'été de 1956 à Melbourne en Australie. 110 athlètes japonais, 94 hommes et 14 femmes, ont participé à 71 compétitions dans 13 sports. Ils y ont obtenu dix-neuf médailles : quatre d'or, dix d'argent et cinq de bronze.

## Médailles
| Médaille | Discipline  | Épreuve                                   | Athlète                                                                                | Performance | Date |
| -------- | ----------- | ----------------------------------------- | -------------------------------------------------------------------------------------- | ----------- | ---- |
| Or       | Gymnastique | Barre fixe                                | Takashi Ono                                                                            |             |      |
| Or       | Lutte       | Lutte libre - Poids plume, 57 – 62 kg     | Shozo Sasahara                                                                         |             |      |
| Or       | Lutte       | Lutte libre - Poids mi-moyens, 67 – 73 kg | Mitsuo Ikeda                                                                           |             |      |
| Or       | Natation    | 200 m brasse hommes                       | Masaru Furukawa                                                                        |             |      |
| Argent   | Gymnastique | Concours général individuel               | Takashi Ono                                                                            |             |      |
| Argent   | Gymnastique | Concours général par équipes              | Takashi Ono Masao Takemoto Masami Kubota Nobuyuki Aihara Shinsaku Tsukawaki Akira Kono |             |      |
| Argent   | Gymnastique | Sol                                       | Nobuyuki Aihara                                                                        |             |      |
| Argent   | Gymnastique | Cheval d'arçons                           | Takashi Ono                                                                            |             |      |
| Argent   | Gymnastique | Barres parallèles                         | Masami Kubota                                                                          |             |      |
| Argent   | Lutte       | Lutte libre - Poids légers, 62 – 67 kg    | Shigeru Kasahara                                                                       |             |      |
| Argent   | Natation    | 400 m nage libre hommes                   | Tsuyoshi Yamanaka                                                                      |             |      |
| Argent   | Natation    | 1 500 m nage libre hommes                 | Tsuyoshi Yamanaka                                                                      |             |      |
| Argent   | Natation    | 200 m papillon hommes                     | Takashi Ishimoto                                                                       |             |      |
| Argent   | Natation    | 200 m brasse hommes                       | Masahiro Yoshimura                                                                     |             |      |
| Bronze   | Gymnastique | Anneaux                                   | Masami Kubota                                                                          |             |      |
| Bronze   | Gymnastique | Anneaux                                   | Masao Takemoto                                                                         |             |      |
| Bronze   | Gymnastique | Barres parallèles                         | Takashi Ono                                                                            |             |      |
| Bronze   | Gymnastique | Barres parallèles                         | Masao Takemoto                                                                         |             |      |
| Bronze   | Gymnastique | Barre fixe                                | Masao Takemoto                                                                         |             |      |